# Тит Квинкций Фламинин
Тит Квинкций Фламинин (лат. Titus Quinctius Flamininus) (229/228—174 гг. до н. э.) — древнеримский военачальник и политический деятель из патрицианского рода Квинкциев, известный в первую очередь как освободитель Греции от македонского владычества, консул 198 года до н. э. Начал свою карьеру во время Второй Пунической войны: был военным трибуном под началом Марка Клавдия Марцелла (208 год до н. э.), комендантом Тарента с полномочиями пропретора (205—204 годы до н. э.). Позже входил в состав двух комиссий по вопросам землеустройства. Перешагнув в своём cursus honorum ступени эдилитета и претуры, был избран консулом на 198 год до н. э. и стал командующим римской армией во Второй Македонской войне.
Уже во время первой своей кампании на Балканах (198 год до н. э.) Фламинин добился полной внешнеполитической изоляции Македонии. В ходе начавшихся переговоров с царём Филиппом V он выдвинул суровые требования, которые были отвергнуты. В 197 году до н. э. в решающей битве при Киноскефалах Тит Квинкций одержал полную победу над македонской армией. После этого Филипп был вынужден согласиться на мир, по которому его владения ограничивались собственно Македонией, а его внешняя политика подчинялась интересам Рима. В 196 году до н. э. Фламинин объявил о предоставлении эллинам свободы. До 194 года он находился в Греции в качестве проконсула и за это время организовал новый политический порядок и разбил спартанского тирана Набиса.
По возвращении в Рим Тит Квинкций отпраздновал трёхдневный триумф. Он использовал свой выросший благодаря победам политический вес, чтобы сделать консулом брата, Луция Квинкция, победившего на выборах креатуру Сципиона Африканского. В 192—191 годах до н. э. Фламинин снова находился в Греции в качестве легата и проводил здесь дипломатическую подготовку к войне с Антиохом III Селевкидом. В 189 году до н. э. он стал цензором, победив в напряжённой предвыборной борьбе ряд конкурентов, включая Марка Порция Катона. Последнее упоминание Тита Квинкция в источниках относится к 183 году до н. э., когда он возглавил посольство в Вифинию. Он потребовал у местного царя выдачи скрывавшегося в этой стране Ганнибала. Результатом стало самоубийство карфагенского полководца.
Фламинин умер предположительно в 174 году до н. э.

## Биография

### Происхождение
Тит Квинкций принадлежал к патрицианскому роду Квинкциев. Номен Quinctius образовался от преномена Quintus (Квинт), изначально представлявшего собой простое числительное. Некоторые античные авторы связывают появление Квинкциев в истории Рима со временами Ромула и с началом празднования Луперкалий; согласно Ливию, Квинкции наряду с Сервилиями, Геганиями, Куриациями, Клелиями и Туллиями перебрались в Рим из Альба Лонги при третьем царе — Тулле Гостилии. В Капитолийских фастах представители этого рода регулярно упоминаются, начиная с 471 года до н. э., когда консулом в первый раз (из шести) стал Тит Квинкций Капитолин Барбат.
Единственным источником, рассказывающим о происхождении непосредственно Фламинина, являются фасты, называющие преномены его отца и деда — Тит и Луций соответственно. Об этих двух Квинкциях ничего не известно; существует гипотеза, что Луций Квинкций был фламином, из-за чего его потомки и получили когномен Фламинин. Согласно родословной таблице, составленной Г. Гунделем и основанной во многом на предположениях, консул 208 года до н. э. Тит Квинкций Криспин мог приходиться Фламинину двоюродным братом.
У Тита Квинкция был старший брат Луций, родившийся около 230 года до н. э. Вопрос о наличии других братьев и сестёр остаётся открытым. Рождение самого Тита в историографии относят к концу 229 или началу 228 года до н. э.

### Ранние годы и начало карьеры
О юности Тита Квинкция и полученном им образовании ничего не известно. Историкам остаётся только предполагать, что Фламинин уже в детстве достаточно близко познакомился с греческим языком и греческой культурой. Очень существенное влияние на судьбу Фламинина в эти годы должна была оказать Вторая Пуническая война, начавшаяся в 218 году до н. э. Тит Квинкций был слишком юн, чтобы сражаться при Каннах (216 год), но не позже 212 года он должен был оказаться в составе действующей армии: начиная с этого момента на службу призывали молодых людей от семнадцати лет, «а некоторых и моложе».
Вероятно, не позже, чем в последние годы этой войны (до 201 года), Тит Квинкций женился, причём на матроне, связанной родством или свойством с влиятельным патрицианским родом Фабиев: некто Квинт Фабий, отправленный Фламинином в 197 году до н. э. из Греции в Рим, назван у Полибия племянником жены Тита Квинкция, а у Ливия — ещё точнее, сыном сестры жены. Немецкий антиковед Ф. Мюнцер тем не менее предположил, что речь могла идти скорее о сыне брата; в этом случае Фламинин был женат на Фабии. Поэтому во внутриполитической борьбе 200-х годов он должен был находиться на стороне фабианской «партии», противостоявшей Корнелиям.
Первое упоминание Тита Квинкция в источниках относится к 208 году до н. э., когда он был военным трибуном в армии консула Марка Клавдия Марцелла, действовавшей против Ганнибала в Апулии. Вторым консулом, тоже подчинявшимся Марцеллу, был Тит Квинкций Криспин (предположительно близкий родственник Фламинина). Но оба консула погибли в этом году, и таким образом Тит Квинкций потерял гипотетических союзников, которые были бы очень ему полезны на последующих этапах его карьеры.
В 205—204 годах до н. э. Фламинин был комендантом Тарента с полномочиями пропретора. Одной из его задач в этом качестве могла быть защита коммуникаций армии, воевавшей с Ганнибалом в Бруттии. Г. Гундель заключает из соответствующего сообщения Ливия, что Тит Квинкций к 205 году уже какое-то время командовал войсками в Таренте и его окрестностях и наверняка использовал это, чтобы продолжить своё знакомство с греческой культурой. По словам Плутарха, комендант «прославился своим правосудием не меньше, чем военными подвигами», и Р. Пфайльшифтер считает, что это не пустая риторика. В те годы Тарент находился в очень сложной ситуации: в 212 году до н. э. его взял Ганнибал, а в 209 году отбили римляне, обратив после этого в рабство 30 тысяч жителей. Затем было объявлено, что тарентинцы, оставившие родину из-за карфагенской угрозы, могут вернуться и получить обратно своё имущество. Фламинин должен был обеспечить выполнение этого обещания. Поскольку после 204 года до н. э. ни Тарент, ни Тит Квинкций несколько лет не упоминаются в источниках, историк Э. Бэдиан предполагает, что полномочия Фламинина были продлены на 203 год, а возможно, и на 202. Р. Пфайльшифтер с этим не согласен и обращает внимание на то, что Ливий оставил подробный рассказ о распределении властных полномочий в 203 году.
По окончании Второй Пунической войны Фламинин стал одним из децемвиров, чьей задачей было наделить ветеранов Сципиона Африканского земельными участками в Апулии и Самнии (конец 201 года до н. э.). В эту комиссию входили, помимо всех прочих, трое консуляров (бывших консулов) и двое преториев (бывших преторов), так что у Фламинина, видимо, не было шансов повлиять на принятие решений. В 200 году он вошёл в состав комиссии, вносившей новых поселенцев в списки колонистов Венузии; его коллегами были начинавший тогда свою карьеру Публий Корнелий Сципион Назика и консуляр Гай Теренций Варрон, виновник катастрофы при Каннах.

### Избрание консулом
В 199 году до н. э. Тит Квинкций выдвинул свою кандидатуру в консулы. Ливий в связи с этим говорит, что сенат не хотел назначения Фламинина на эту должность «сразу после квестуры»; согласно одному из существующих в историографии мнений, это позволяет точно датировать квестуру Тита Квинкция 199 годом до н. э. Автор классического справочника по римским магистратам Р. Броутон считает, что следует говорить скорее о периоде между 203 и 199 годами.
Фламинин был избран консулом, и это стало сенсацией для Рима. Кандидату ещё не было тридцати лет, он не прошёл в своей карьере эдилитет и претуру. Народные трибуны Марк Фульвий и Маний Курий заявили в связи с этим протест; не добившись своего в народном собрании, они обратились к сенату, но тот предпочёл не вмешиваться. В результате народ выбрал Тита Квинкция. Важную роль при этом сыграли «преданные сторонники из числа переселенцев», приехавшие в Рим, чтобы поддержать своего кандидата.
В историографии есть разные мнения о том, как стало возможно избрание Тита Квинкция. Ф. Мюнцер придаёт при оценке этого события ключевое значение родственным связям кандидата с Фабиями и его старой дружбе с Клавдиями Марцеллами. Марк Клавдий Марцелл служил вместе с Титом Квинкцием в армии своего отца в 208 году до н. э., а в 199 году тоже участвовал в выборах и стал претором. Союз Фабиев и Квинкциев мог привести Фламинина к власти и сделать его условным главой фабианской «партии», оставшейся без вождя после смерти Максима Кунктатора. В этом случае новоявленный консул был политическим противником Сципиона Африканского.
Согласно гипотезе Р. Хейвуда, Сципион и Фламинин были союзниками, объединёнными симпатией к эллинской культуре, и партия Корнелиев обеспечила Титу Квинкцию избрание, а затем и командование в македонской войне. Поддерживая эту версию, российская исследовательница Н. Трухина пишет, что Фламинин «на первых порах карьеры явно тяготел к окружению великого Сципиона». Решающую роль при избрании Фламинина, по мнению Трухиной, сыграли как поддержка ветеранов, так и содействие одного из консулов 199 года до н. э. — Луция Корнелия Лентула, члена группировки Сципиона.
Х. Скаллард попытался найти компромиссный вариант. Он предположил, что тесные семейные связи между Квинкциями, Фабиями и Клавдиями Марцеллами действительно существовали, но поддержку Фламинину обеспечил всё-таки эллинофил Сципион. Трибунов Марка Фульвия и Мания Курия, пытавшихся помешать Титу Квинкцию, Скаллард относит к «партии» Клавдиев. Подводя промежуточные итоги дискуссии, Р. Пфайльшифтер констатирует, что остаётся до конца неясным, каким образом квесторий без серьёзных военных заслуг мог быть избран консулом и, в частности, как он мог получить необходимую поддержку нобилитета. Предположения о семейных союзах, грекофильстве или высокой квалификации кандидата, по мнению немецкого антиковеда, остаются спекуляциями, не находящими безусловную опору в источниках. При этом ясно, что уже в 198 году до н. э. такое избрание оказалось бы проблематичным, поскольку поддержавших Фламинина колонистов должны были при первом же цензе записать в две определённые трибы. В результате их гипотетическое влияние на исход выборов резко уменьшалось.
Коллегой Тита Квинкция по консульству стал плебей Секст Элий Пет Кат, который тоже миновал в своей карьере претуру. Путём жеребьёвки (историки спорят о том, проводилась ли она честно или была только инсценировкой) были распределены провинции: Пет получил Италию, а Фламинин — Македонию.

### Вторая Македонская война
Ещё в 200 году до н. э. Рим объявил войну царю Македонии Филиппу V, начавшему масштабные завоевания в Эгеиде. Командовавшие римскими войсками на Балканах Публий Сульпиций Гальба Максим (200—199 годы до н. э.) и Публий Виллий Таппул (199 год) не смогли добиться каких-либо успехов. Таким образом, Фламинин, по словам Ливия, «принял войну как бы заново». Мечтая как можно скорее достичь победы и стать освободителем Греции от македонского владычества, он отправился в свою провинцию уже весной — раньше, чем это было принято. «Тит считал невозможным… провести год дома, принимая почести и занимаясь государственными делами, и лишь затем выступить в поход, выгадывая таким образом ещё год власти».
С 8 тысячами пехотинцев и 800 конников (это были 3300 римлян и 5500 союзников) Фламинин переправился из Брундизия на Керкиру, а оттуда — в Эпир. С ним был брат Луций, командовавший флотом. В Эпире в мае 198 года до н. э. консул принял у Публия Виллия Таппула командование над основными силами. Противник преграждал римлянам путь в глубь Балканского полуострова, заняв горные перевалы у реки Апсос; противостояние продолжалось здесь сорок дней, пока Тит Квинкций не решил прорваться через вражеские позиции. Уже когда начались бои, к консулу явились местные пастухи, рассказавшие о существующем обходном пути. По нему Фламинин направил четырёхтысячный отряд, который зашёл в тыл македонянам и заставил их отступить в Фессалию; в этом сражении противник потерял две тысячи человек убитыми.
Выйдя на стратегический простор, Тит Квинкций не стал вторгаться в Македонию, как это делали его предшественники. Он двинулся на юго-запад, вглубь Греции. Узнав о поражении царя, активизировались союзники Рима — этолийцы и афаманы, взявшие ряд городов в Фессалии. Сам Фламинин действовал в этом же регионе: он взял штурмом город Фалория, принял капитуляцию ещё нескольких городов, не стал тратить время на неприступный Эгиний и начал осаду Атрака. Здесь римляне встретили ожесточённое сопротивление. Даже проделав пролом в стенах, они не смогли прорвать оборону, «поскольку сравнение двух боевых выучек, двух видов вооружения было явно не в пользу римлян». Титу Квинкцию пришлось отступить. Он ушёл в Фокиду, больше всего подходившую для зимовки, и установил над ней полный контроль.
В это время флот Луция Квинкция соединился с эскадрами Родоса и Пергама, взял Эретрию и начал подготовку к осаде Коринфа. Под впечатлением от побед римского оружия ахейцы свергли главу союза Киклиада, сторонника дружбы с Македонией, и выбрали на его место Аристена, выступавшего за ориентацию на Рим. Тит Квинкций направил к ахейцам послов, и тем удалось договориться о союзе, хотя и с некоторым трудом (октябрь 198 года до н. э.). Но царю Филиппу всё же удалось удержать контроль над Коринфом и Аргосом.
На этом закончилась кампания 198 года до н. э. Фламинин разместил свою армию на зимних квартирах в Фокиде и Локриде. По инициативе Филиппа в городке Никея произошла личная встреча, в ходе которой Фламинин потребовал от царя отказа от всех владений в Греции, Иллирии и Карии и выполнения ряда требований, предъявленных греческими союзниками Рима. Филипп согласился частично принять эти условия. Право окончательного решения принадлежало сенату, который прекратил переговоры, узнав, что македонские послы не уполномочены обсуждать судьбу Акрокоринфа, Халкиды и Деметриады (эти три крепости были главными форпостами Филиппа в Элладе). Война продолжилась, и вести её в 197 году до н. э. должен был снова Тит Квинкций, получивший полномочия проконсула.
Ещё до конца зимы на сторону Рима перешёл тиран Спарты Набис. Это означало полную внешнеполитическую изоляцию Македонии. Перед началом новой кампании Фламинин получил подкрепления: шесть тысяч пехотинцев, 300 всадников и три тысячи моряков из Италии, конные части и слонов из Нумидии, от царя Массиниссы. К его окружению присоединились в качестве легатов двое его предшественников: Публий Сульпиций Гальба Максим и Публий Виллий Таппул.

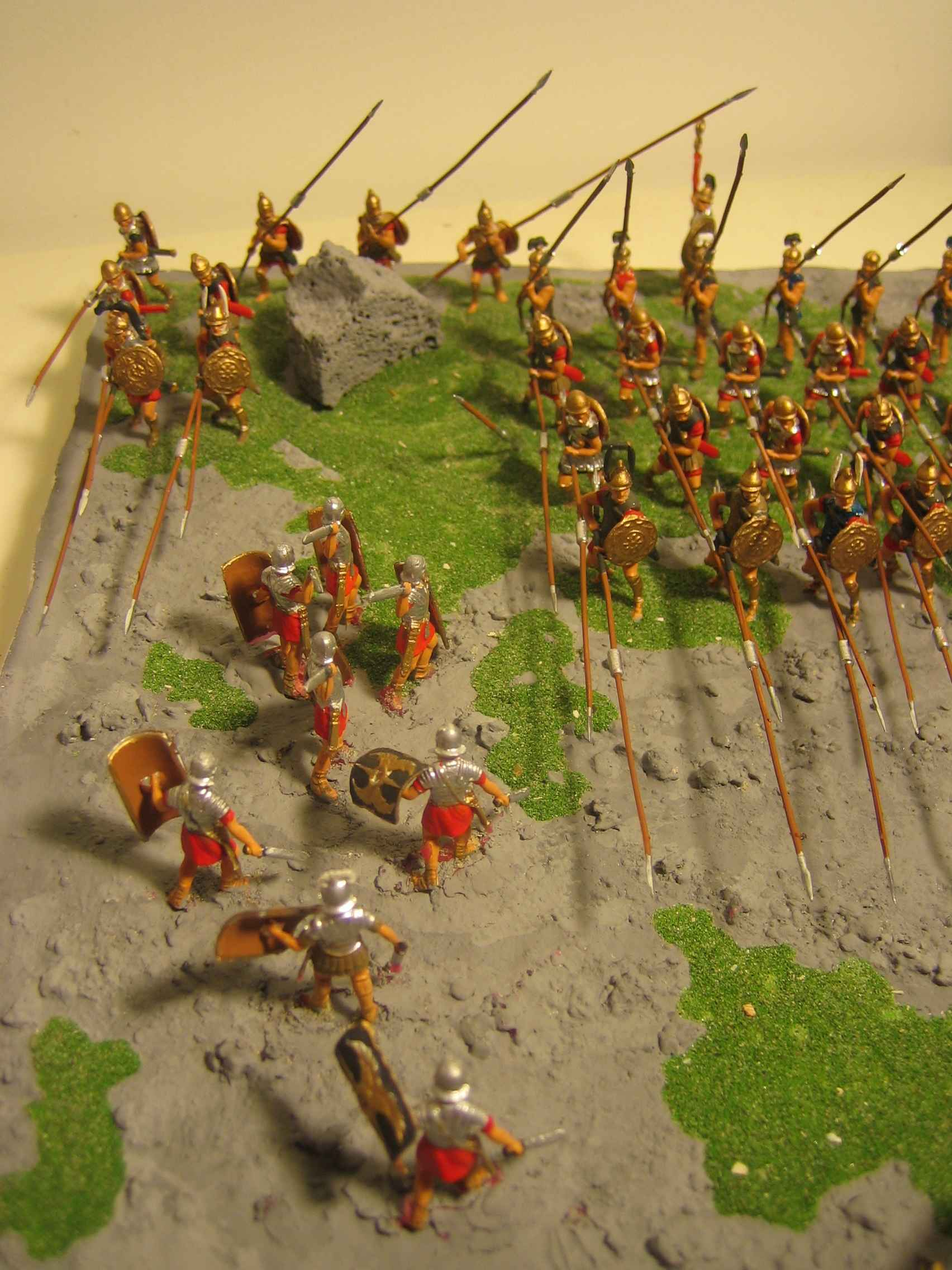
Римляне вклиниваются в разрывы фаланги

Весной 197 года до н. э. (приблизительно в конце марта) Тит Квинкций повёл армию на север. Он принудил города Беотии к заключению союза с Римом, а затем двинулся в Фессалию. Здесь у города Скотуса в июне произошла встреча двух армий. Филипп, призвав на службу 16-летних подростков и стариков, смог набрать около 26 тысяч человек; у Фламинина было примерно столько же воинов, но благодаря этолийцам у него было преимущество в коннице.
Сражение состоялось на холмистой местности под названием Киноскефалы. Оно началось со случайной стычки, в которую постепенно оказались вовлечены обе армии целиком. Выдвинувшееся вперёд правое крыло македонской фаланги, атакуя вниз по склону холма, разгромило левое крыло римлян, но на другом фланге ситуация сложилась совершенно иначе. Здесь македоняне, спеша вступить в бой, нарушили построение — из-за слишком быстрого движения и из-за неровной местности.

Когда Тит увидел, что его войска не в силах выдержать наступление фаланги, что солдаты на левом крыле оттеснены назад, причём часть их перебита, другая мало-помалу отступает, и что надежду на счастливый исход поддерживает только правое крыло, он быстро повернул в эту сторону, и тут, сообразив, что одна только часть неприятельского войска примыкает к сражающимся, другая спускается ещё с вершин, а третья стоит на вершинах, повёл на врага свои манипулы со слонами впереди. Очутившись без начальника и без команды, не имея возможности сомкнуться всем вместе, выстроиться в правильную фалангу как потому, что местность была неудобна для этого, так и потому, что до сего момента они вынуждены были следовать за сражающимися и имели походный строй, а не боевой, македоняне не стали дожидаться нападения римлян и, уже достаточно устрашённые слонами, бросились бежать врассыпную.
— Полибий. Всеобщая история, XVIII, 25.
Римлянам удалось одержать на правом фланге лёгкую победу, а потом победоносная часть фаланги была атакована с тыла. Решающую роль на этом этапе, согласно Полибию, сыграла инициатива одного из военных трибунов (его имя источники не называют), поведшего за собой двадцать манипулов, то есть две трети легиона. При этом Г. Гундель уверен, что этот трибун не мог предпринять такой манёвр самовольно: вероятно, он действовал в соответствии с приказом проконсула. Римское левое крыло на этом этапе перегруппировалось и пошло в контратаку. Македоняне, не приученные к отражению атак с тыла и флангов и к индивидуальным схваткам, обратились в бегство; часть фаланги начала поднимать копья в знак сдачи. По данным Полибия, всего при Киноскефалах восемь тысяч македонян погибло и ещё пять тысяч попало в плен, тогда как римлян погибло около семисот. Плутарх пишет, что в плен мог попасть и царь, но этолийская конница упустила его, поскольку занялась разграблением вражеского лагеря.
Фламинин, одержав столь убедительную победу, двинулся на Ларису. Уже через несколько дней к нему прибыли послы Филиппа, предложившие начать переговоры о мире. Тит Квинкций согласился, и стороны тут же договорились о 15-дневном перемирии. При этом проконсул не стал учитывать мнение этолийцев, считавших целью войны уничтожение Македонии как самостоятельной политической силы. Такую позицию Фламинина античные авторы и историки связывают с целым рядом факторов. Отношения с этолийцами испортились, так как последние присвоили большую часть добычи и приписывали себе основные заслуги в войне; Тит Квинкций не хотел, чтобы Этолийский союз слишком усилился; он хотел закончить войну до конца года, поскольку боялся, что из Рима пришлют нового полководца; в Малой Азии расширял свои владения Антиох III, и римляне уже тогда считали этого царя своим потенциальным противником, а потому хотели закончить войну с Филиппом поскорее; наконец, относительно сильная Македония была необходима для защиты южной части Балкан от вторжений варваров из глубины материка.
В ходе мирной конференции, состоявшейся у Темпейского прохода, Филипп изъявил готовность принять условия мира от римского сената. Фламинин, несмотря на протесты этолийцев, заключил перемирие на четыре месяца при условии выплаты 200 талантов и предоставления заложников, в числе которых был сын царя Деметрий. Посланники обеих сторон отправились в Рим; на этом Вторая Македонская война фактически закончилась. Последним эксцессом стали события в Беотии: здесь двое сторонников Рима, Писистрат и Зевксипп, организовали убийство беотарха Брахилла, ориентировавшегося на Македонию. Некоторые источники сообщают, что Фламинин фактически это одобрил. Один из убийц был казнён, а другой изгнан; беотийцев настолько возмутило поведение проконсула, что они начали партизанскую войну против римлян. Всего погибли около 500 воинов из армии Тита Квинкция. Последний потребовал 500 талантов в качестве компенсации, а не получив их, начал военные действия. После вмешательства ахейцев он согласился на тридцать талантов.

### Освобождение Греции
Сенат и народное собрание утвердили мир с Македонией предположительно в начале 196 года до н. э. После этого на Балканы прибыла комиссия из десяти человек, которая занялась совместно с Фламинином организацией нового политического порядка в регионе. Филипп V потерял все свои владения за пределами Македонии и должен был вывести свои гарнизоны из Греции, Фракии, Малой Азии. Ему пришлось выдать весь флот, кроме пяти кораблей, сократить армию до пяти тысяч воинов, выплатить контрибуцию в тысячу талантов. Царь обязывался согласовывать с Римом всю свою внешнюю политику и выставлять в римскую армию вспомогательные войска. В результате, согласно оценке Т. Моммзена, «Македония было доведена до совершенного политического ничтожества». Родос получил Карию, Афины — острова Скирос, Имброс и Парос; расширили свои владения также цари Иллирии и Афамании. Этолийцы, которые хотели включить в свой союз города Фессалии и Акарнании, получили от Рима отказ; ахейцы, напротив, получили те территории в Южной Греции, которые раньше контролировали македоняне, в том числе Коринф. В первой статье мирного договора было написано: «Всем эллинам, как азиатским, так и европейским, быть свободными и пользоваться собственными законами». На очередных Истмийских играх глашатай объявил, что римский сенат и проконсул даруют грекам свободу и предоставляют им право не содержать у себя гарнизоны, не платить кому-либо дань и жить по собственным законам. Это сообщение вызвало всеобщий восторг:

Когда рукоплескания стихли, уже никто не обращал решительно никакого внимания на борцов, все как бы в состоянии экстаза говорили не умолкая или друг с другом, или сами с собою, а по окончании игр в избытке радости и признательности едва не задавили Тита. Дело в том, что одни из присутствующих желали заглянуть ему в лицо и приветствовать его как своего спасителя, другие старались прикоснуться к его руке, а толпа закидала его венками и лентами и едва не разрывала на части.
— Полибий. Всеобщая история, XVIII, 46.
В историографии считается, что лозунг об освобождении Греции неоднократно использовался разными политическими силами в эллинистическом мире на протяжении всего III века до н. э. Римляне взяли его на вооружение для решения конкретных задач — в частности, для закрепления победы над Филиппом и подготовки к борьбе с Антиохом в ситуации, когда позиции Республики на Балканах были ещё достаточно слабыми. При этом Фламинин вполне искренне хотел освободить Грецию. Причиной тому могли быть его симпатия к эллинской культуре и честолюбие.
После Истмийских игр Тит Квинкций совершил поездку по Греции, передавая в отдельных городах управление народу. В Аргосе проконсул стал распорядителем Немейских игр и ещё раз объявил о предоставлении эллинам свободы. «Объезжая города, Тит повсюду устанавливал закон и порядок, полное единомыслие и взаимное согласие, прекращал волнения и возвращал изгнанников, не меньше радуясь тому, что ему удаётся вразумить и примирить греков, чем своей победе над македонянами». Но римские гарнизоны в это время оставались в трёх ключевых пунктах, с опорой на которые Филипп ранее контролировал всю Элладу: в Акрокоринфе, Халкиде и Эретрии. Антиох летом 196 года до н. э. уже действовал на фракийском побережье, и поэтому сенат решил отложить вывод войск из Греции и в очередной раз продлить полномочия Фламинина. Возникла угроза опасного для Рима союза Антиоха, этолийцев и спартанского тирана Набиса, который не хотел отказываться от Аргоса; чтобы её ликвидировать, Тит Квинкций объявил Набису войну (начало 195 года до н. э.). Его поддержали Ахейский союз, фессалийцы, Пергам и Родос.
Проконсул двинул на Спарту 50-тысячную армию. Набис, собравший всего 15 тысяч воинов, был осаждён в своей столице и согласился принять от римлян условия мира. Во время личной встречи Тит Квинкций потребовал, чтобы тиран отказался от Аргоса и всех приморских городов, распустил наёмников и передал Риму флот. Набис согласился на это, но собственная армия вскоре заставила его возобновить боевые действия. Во время решающего штурма римляне смогли прорваться в город; им пришлось отступить, когда защитники подожгли дома. Наконец, Набис сдался на прежних условиях. Чтобы сохранить политическое равновесие на Пелопоннесе, Фламинин не стал свергать тирана, включать Спарту в Ахейский союз и возвращать в неё изгнанников; вместо этого он организовал общину «вольных лаконцев» на побережье. Позже он сам объяснил это тем, что «справиться с Набисом можно было, только похоронив его под развалинами великого города».
Зимой 195—194 годов до н. э. полномочия Фламинина на Балканах не были продлены, как это делалось в предыдущие годы. Один из вновь избранных консулов, Сципион Африканский, заявил о своих претензиях на командование в этом регионе, но сенат постановил, что держать и далее армию в Греции нецелесообразно. В начале 194 года до н. э. Тит Квинкций прошёл маршем до Орика в Эпире и переправился морем в Брундизий.

### Между магистратурами (194—191 годы до н. э.)
Путь Тита Квинкция из Брундизия в Рим, по словам Ливия, выглядел, как триумф: «впереди везли добычу, какую отняли у врагов, и вереница повозок не короче была колонны солдат». У ворот города Фламинина встретил сенат, выслушавший отчёт и тут же предоставивший полководцу право на триумф. Торжественное шествие по городу длилось три дня: в первый день по улицам провезли оружие и статуи, на второй — золото и серебро, на третий день — 114 золотых венков, полученных в дар от городов Греции. За колесницей Тита Квинкция шагали, помимо его солдат, римляне, избавленные от рабства, все с обритыми головами.
В последующие годы сенат старался использовать опыт, накопленный Фламинином на Востоке. Так, в начале 193 года до н. э. Тит Квинкций вместе с членами комиссии десяти, четырьмя годами ранее устанавливавшей порядок в Греции, выслушал послов Антиоха, добивавшихся заключения союза. Он потребовал от послов, чтобы их царь не вмешивался в европейские дела, и пригрозил, что Рим даст свободу азиатским грекам так же, как уже дал европейским. После этого Антиох начал открыто готовиться к войне.
На консульских выборах 193 года до н. э. Тит Квинкций поддержал кандидатуру своего брата Луция. Развернулась серьёзная борьба: среди соискателей были ещё двое патрициев — Гней Манлий Вульсон и Публий Корнелий Сципион Назика, причём последний был креатурой своего двоюродного брата Сципиона Африканского. Победитель Ганнибала к тому времени уже восемь лет был самым влиятельным политиком Рима, и люди из его окружения регулярно добивались высших магистратур. Правда, его позиции постепенно слабели.

Все взоры были устремлены на Квинкция и Корнелия: оба патриция притязали на одно и то же место, за каждого говорила его недавняя воинская слава, и наконец, главное: соперничество разжигалось братьями соискателей — двумя знаменитейшими полководцами своего времени. Публий Сципион стяжал бо́льшую славу — но ей сопутствовала и бо́льшая зависть. Слава Квинкция была более свежей — ведь он справлял триумф в том же году. К тому же Сципион уже десятый год был постоянно у всех на глазах, а пресыщаясь великим человеком, люди уже не так чтят его.
— Тит Ливий. История Рима от основания города, XXXV, 10, 4-6.
В результате Луций Квинкций одержал победу, и это стало большим успехом для его брата.
В это время снова обострилась ситуация на Балканах. Ахейский союз объявил войну Набису, и сенат решил направить помощь ахейцам. Поскольку в любой момент в Греции мог высадиться Антиох, «для поддержания в союзниках должного духа» было сформировано посольство во главе с Титом Квинкцием. Другими послами были старый сослуживец Фламинина Публий Виллий Таппул, а также Гней Сервилий Цепион и Гней Октавий. Эта миссия относится к 192 году до н. э.. Известно, что представители Ахейского союза, собравшись в Сикионе, отправили Фламинину письмо, в котором просили совета (Набис осадил город Гитий). Тит Квинкций в ответном письме рекомендовал не предпринимать активных действий, пока в Грецию не прибудет флот Авла Атилия Серрана. Тем не менее ахейцы попытались деблокировать Гитий со стороны моря и понесли поражение. Позже они одержали победу на суше, что дало грекам повод ставить ахейского полководца Филопемена «по славе ратных подвигов» выше Тита Квинкция.
Стараясь удержать греков на стороне Рима в приближавшемся конфликте с Антиохом, послы посетили Ахайю, затем Афины, Халкиду и Фессалию. Тит Квинкций добился через афинян, чтобы его допустили на собрание представителей Этолийского союза, который вёл тогда переговоры с царём. Фламинин произнёс речь, в которой предложил урегулировать все противоречия мирным путём; но собравшиеся к нему не прислушались и тут же решили «пригласить Антиоха, чтобы освободить Грецию и рассудить этолийцев с римлянами». Войска Этолийского союза организовали убийство Набиса, заняли Деметриаду в Фессалии и попытались занять Халкиду, но здесь потерпели неудачу. Тит Квинкций, узнав об этом, встретился на Эврипе с Эвменом Пергамcким, укрепил оборону Халкиды, а потом совершил поездку в Деметриаду. Высланный им вперёд Публий Виллий обратился к собравшимся в гавани горожанам, но дело ограничилось бранью с обеих сторон. Фламинин, ничего не добившись, вернулся в Коринф.
Осенью 192 года до н. э. Антиох высадился с армией в Фессалии. Ливий описывает переговоры, прошедшие в Эгии: здесь посол царя заявил, что цель высадки — освобождение Эллады, и предложил ахейцам соблюдать нейтралитет. Тит Квинкций в ответной речи говорил о лживости царской политики и о том, что армия Антиоха не так велика, как говорят. В результате ахейцы объявили войну Этолийскому союзу и Антиоху.
Фламинин остался в Греции на следующий год с полномочиями легата. Один из консулов 191 года до н. э. Маний Ацилий Глабрион высадился на Балканах с армией и при Фермопилах разгромил Антиоха и этолийцев. Где в это время был Тит Квинкций, источники не сообщают: по предположению Г. Гунделя, он находился в Пелопоннесе. Позже Фламинин появился в окружении Глабриона и, в частности, убедил последнего пощадить город Халкида, жители которого были «ревностными сторонниками царя». Затем, когда ахейцы осадили Мессену, не желавшую присоединяться к их союзу, местные жители обратились к Титу Квинкцию за помощью. Он заставил ахейцев снять осаду, а для мессенцев разработал особые условия, на которых они стали членами союза. От ахейцев легат потребовал «вернуть» римлянам остров Закинф, принадлежавший ранее Македонии; это требование он обосновал остроумным сравнением, сказав представителям союза, «что, как черепахе из панциря, им опасно высовывать голову за пределы Пелопоннеса».
Из Мессении Фламинин направился в Этолию, где Глабрион к тому времени два месяца осаждал город Навпакт. По словам Ливия, «дело шло к тому, что если Навпакт будет взят силой, то придёт конец всему этолийскому племени», а Тит Квинкций, несмотря на старую вражду, «видел свой главный долг в том, чтобы ни один из народов освобождённой им Греции не был совершенно искоренён». Поэтому легат, присоединившись к осадной армии, начал специально прогуливаться вдоль городских стен, чтобы осаждённые его увидели. Собравшаяся на стене толпа начала умолять его «о помощи и спасении». Фламинин показал жестами, что ничего не может сделать, но потом направился к Глабриону и убедил его, что не стоит тратить силы на осаду, в то время как союзник Рима Филипп Македонский под благовидным предлогом завоёвывает новые территории. В результате при посредничестве Фламинина было заключено перемирие.
После Навпакта Тит Квинкций посетил вместе с Глабрионом собрание ахейцев в Эгии. В начале 190 года до н. э. он снова был в Риме и поддержал в сенате этолийских послов, просивших о мире. Это ни к чему не привело: сенаторы отказались заключать с Этолийским союзом мирный договор.

### Цензура и взаимоотношения с Катоном
Во время избирательной кампании 189 года до н. э. Фламинин выдвинул свою кандидатуру на должность цензора, венчавшую идеальный cursus honorum римского аристократа. Источники сообщают об упорной борьбе, в которой участвовали, кроме Тита Квинкция, ещё двое патрициев (Луций Валерий Флакк и Публий Корнелий Сципион Назика) и трое плебеев — Марк Клавдий Марцелл, Марк Порций Катон и Маний Ацилий Глабрион. По словам Ливия, «само по себе соискательство этой должности как будто и не подавало повода к столь упорному состязанию, но возбудило иную, гораздо более напряженную распрю». В историографии существует предположение, что эти выборы оказались тесно связаны с борьбой между политическими группировками Сципиона Африканского и Катона.
По мнению антиковеда В. Квашнина, Сципион Назика мог идти на выборы в паре с Глабрионом, а Катон — с Луцием Валерием Флакком. В этом случае третьей парой соискателей были Фламинин и Марцелл. Мания Ацилия, имевшего наибольшие шансы на победу, народные трибуны Публий Семпроний Гракх и Гай Семпроний Рутул обвинили в утаивании части добычи, захваченной в ходе Антиоховой войны. Катон стал главным свидетелем обвинения и заставил конкурента снять свою кандидатуру, но при этом сам оказался скомпрометированным, поскольку Глабрион был его командиром во время кампании 191 года до н. э. В результате от участия в выборах фактически оказались отстранены и обвиняемый, и свидетель, и победителями стали Фламинин и Марцелл.
Существует гипотеза, что за обвинениями в адрес Мания Ацилия в действительности стояли Тит Квинкций и Марк Клавдий. Именно они могли иметься в виду под теми нобилями, которые, по словам Ливия, «болезненно отнеслись к тому, что новый человек настолько опередил их», а потому инспирировали судебный процесс. В их интересах могли действовать народные трибуны и даже Катон, которому Клавдии Марцеллы покровительствовали с первых лет Второй Пунической войны. Марк Порций мог сознательно подставить себя под удар в процессе Глабриона; по мнению Квашнина, Катона могли к этому принудить.
Фламинин и Марцелл, став цензорами, исключили из списка сенаторов всего четырёх человек (причём это были педарии — сенаторы, никогда не занимавшие курульных должностей) и поставили во главе списка Сципиона Африканского; они «достаточно снисходительно» провели смотр всаднического сословия, сдали на откуп укрепление Капитолийского холма и мощение городской дороги. В контексте борьбы между «партиями» Сципиона Африканского и Катона некоторые историки считают Фламинина компромиссной фигурой на посту цензора. Его избрание и мягкий характер цензуры могут быть связаны с относительным равенством сил двух противоборствующих сторон в начале 180-х годов до н. э.. Здесь видят также продолжение сципионовской политики, направленной на ограничение контроля со стороны сената и магистратов над отдельными представителями аристократии и политическими группировками. Но вскоре «партия» Катона одержала победу, и на следующих цензорских выборах в 185 году до н. э. больше всего голосов получили Марк Порций и Луций Валерий Флакк.
При составлении очередного списка сенаторов Тит Квинкций мог стать принцепсом, поскольку являлся на тот момент старейшим из цензориев (бывших цензоров). Но Катон поставил на первое место в списке своего коллегу, что должно было существенно осложнить его отношения с Фламинином. Затем Марк Порций исключил из сената старшего брата Тита Квинкция — Луция. Поводом стало убийство Луцием, согласно разным источникам, галла-перебежчика или осуждённого на казнь преступника в угоду своему любовнику или любовнице. Плутарх утверждает, что братья Квинкции вместе апеллировали к народному собранию, но у историков это сообщение вызывает недоверие: решения цензоров в Риме не подлежали пересмотру.
Фламинин возглавил оппозицию Катону в сенате и заключил союз с публиканами, нёсшими убытки из-за деятельности новых цензоров; при этом остаётся открытым вопрос, кто кого использовал против Марка Порция: Фламинин публиканов или наоборот. Тит Квинкций добился расторжения всех заключённых Катоном сделок по откупам и арендных договоров. Впрочем, цензоры специальным эдиктом перезаключили все сделки на ещё более выгодных для государства условиях.

### Поздние годы
В 183 году до н. э. Тит Квинкций как один из специалистов по восточной политике вёл по поручению сената переговоры с приехавшими в Рим представителями четырёх политических группировок Спарты. Он добился подписания соглашения, в котором были урегулированы все спорные вопросы. По требованию Фламинина этот договор скрепил своей подписью и посол Ахейского союза. Тогда же Тит Квинкций провёл «тайное совещание» с македонским царевичем Деметрием. Последний, представлявший в Риме своего отца Филиппа V, был младшим сыном; тем не менее Тит Квинкций пообещал ему помощь в получении престола, а от Филиппа потребовал, чтобы тот ещё раз прислал Деметрия в Рим, и на этот раз уже со всеми его приближёнными. Отдалёнными последствиями этих действий Фламинина стали казнь Деметрия и приход к власти в Македонии Персея, настроенного враждебно по отношению к Риму.
Летом или осенью 183 года до н. э. Тит Квинкций возглавил посольство к царю Вифинии Прусию I, который начал войну против союзника Рима — пергамского царя Эвмена II. Согласно Полибию, послы должны были посетить и державу Селевкидов, но цели этой миссии неизвестны. Спутниками Фламинина стали, по данным Валерия Антиата, Луций Корнелий Сципион Азиатский и Публий Корнелий Сципион Назика.
В пути послы сделали остановку в Греции. Фламинин хотел организовать отделение от Ахейского союза Мессены в соответствии с планами своего друга Динократа, уроженца этого города. Послы высадились в Навпакте и обратились к руководителям ахейцев с предложением созвать народное собрание. Те, зная, что у посольства нет никаких полномочий относительно Греции, затребовали письменное изложение всех вопросов, с которыми римляне хотят обратиться к союзу; Тит Квинкций не осмелился что-либо написать. По словам Полибия, «вообще появление Тита в Элладе не оправдало ожиданий».
Следствием прибытия Фламинина ко двору Прусия стало самоубийство Ганнибала. Этот полководец, которому было уже более 60 лет, незадолго до того нашёл убежище в Вифинии. Корнелий Непот и Помпей Трог утверждают, что добиться его выдачи Риму было одной из главных задач посольства; Плутарх пишет, что Тит Квинкций проявил инициативу: «никто не обращал внимания на бывшего врага — бессильного, старого и оставленного счастьем. Однако Тит… увидел Ганнибала и разгневался, что этот человек все ещё жив, и хотя Прусий неоднократно и горячо просил за изгнанника, нашедшего у него убежище, и своего друга, Тит не уступил». Эту версию поддерживает и Аппиан Александрийский. Наконец, Ливий предложил альтернативное объяснение: либо «Фламинин, наряду с прочим, упрекнул Прусия, что тот укрывает заклятого врага римлян, подтолкнувшего к войне с римским народом сперва свою родину, а после её крушения, и царя Антиоха», либо «сам Прусий, чтобы угодить Фламинину, решил убить или выдать ему Ганнибала». В любом случае дом карфагенского полководца был окружён солдатами (или вифинскими, или римскими), и Ганнибал, увидев, что бегство невозможно, принял яд.
Неизвестно, когда Фламинин вернулся на родину. В 181 году до н. э. он уже был в Риме и ещё раз оказался замешан в дела македонского двора. Царевич Персей в это время активно настраивал своего отца, Филиппа V, против своего младшего брата — царевича Деметрия. Последнего обвиняли в слишком тесных связях с римлянами. Одной из решающих улик, заставивших царя отдать приказ о казни Деметрия, стало подложное письмо, написанное от лица Фламинина.
Больше Тит Квинкций не упоминается в источниках. Ливий сообщает, что в 174 году до н. э. Тит Фламинин организовал по случаю смерти отца погребальные игры со сценическими представлениями, пиром и раздачей мяса народу. Исходя из этих данных, смерть освободителя Греции относят в историографии к 174 году; возможно, Тит Квинкций умер от чумы.

## Семья
Тит Квинкций был женат на матроне, находившейся в свойстве или родстве с Фабиями. В этом браке родился сын того же имени, ставший консулом в 150 году до н. э.

## Характеристика личности
Личные качества Тита Квинкция получили самые высокие оценки со стороны его биографа Плутарха и других античных авторов. Источники сообщают о благородстве, человечности и мягкости Фламинина, о его неизменной благожелательности, умении располагать к себе. Для Тита Квинкция были характерны здоровое честолюбие и жажда славы: «он хотел совершать благородные и великие подвиги сам, своими собственными силами». Он был крайне чувствителен к попыткам других людей и политических сил умалить его заслуги. Характерно беспокойство, с которым он, по данным Полибия и Ливия, думал во время Второй Македонской войны о возможном назначении ему преемника, который смог бы приписать себе победу над царём Филиппом.
Фламинин умел быть благодарным и сам всегда был готов помочь — даже людям, которые в прошлом поступили с ним плохо. Так было с этолийцами, которых Тит Квинкций спас, хотя те присвоили славу победы при Киноскефалах. При этом он не был свободен от эгоизма. Г. Гундель предполагает, что Фламинин в силу определённых личных особенностей был прирождённым дипломатом. Он мог быстро сориентироваться в новой для себя ситуации, увидеть все возможные политические последствия, ясно и убедительно изложить свои аргументы. Сила убеждения не изменяла ему даже в самых сложных условиях. При этом Тит Квинкций был в первую очередь солдатом и полководцем. Цицерон называет его «храбрейшим воином»; современники считали его одним из двух лучших военачальников эпохи наряду со Сципионом Африканским.
В историографии получила известность характеристика, которую дал Фламинину Т. Моммзен:

Это был очень даровитый человек, только что достигший тридцатилетнего возраста; он принадлежал к молодому поколению, которое начинало отбрасывать вместе с обычаями прадедов и их устарелый патриотизм и которое хотя ещё не перестало заботиться о своем отечестве, но было ещё более занято самим собою и эллинизмом. Искусный военачальник и ещё более искусный дипломат, он во многих отношениях отлично подходил для решения сложных греческих вопросов.
— Моммзен Т. История Рима. Т. 1. Ростов н/Д., 1997. С. 555.
Далее немецкий историк рассказал, что по его мнению Тит Квинкций питал слишком сильную симпатию к эллинам, что его слишком легко было подкупить лестью и что он не обходился с Грецией так, «как она того стоила».

## Значение
Деятельность Фламинина в Греции получила высокие оценки уже от современников. Это проявилось, в частности, в установке статуй Тита Квинкция в ряде греческих городов, в чеканке одной из общин Фессалии золотых монет с его изображением и легендой T. Quincti. В некоторых городах Фламинину воздавали почести наряду с богами. Так, в Халкиде ещё во времена Плутарха выбирали жреца, «служителя Тита», приносили освободителю жертвы и пели сочинённый в его честь пеан, заканчивавшийся словами:

Верность великую римлян мы чтим,

Клянемся её охранять.

Девы, воспойте

Зевса великого, римлян и Тита.

О, Пэан Аполлон! О, Тит избавитель!
— Плутарх. Тит, 16.
При этом уже на заключительном этапе Второй Македонской войны развернулась этолийская пропаганда, утверждавшая, что на смену македонскому владычеству в Элладе пришло римское и что основная заслуга в разгроме царя Филиппа принадлежит войскам Этолийского союза. По словам Плутарха, этолийцы «сумели так прославиться среди греков, что, воспевая или описывая это событие, их первыми упоминали и поэты и люди, чуждые поэзии». Тем не менее сам Плутарх называл освобождение Греции даром проконсула.
В историографии существует мнение, что победа Фламинина при Киноскефалах означала превращение Римской республики из великой державы в мировую. По её значению для побеждённых битву при Киноскефалах сравнивают с битвой при Йене 1806 года. Немецкий антиковед Й. Кромайер считает, что эта битва решила судьбу эллинистического мира на столетия вперёд. В военном отношении она показала безусловное преимущество римской манипулярной системы в сравнении с македонской фалангой. Существует мнение, что за четыре года, в течение которых армия Фламинина находилась на Балканах, Греция оказалась полностью опустошённой и лежала в руинах из-за военных действий, из-за реквизиций и репрессий, связанных с расквартированием иноземных войск и из-за всеобщей мобилизации для войны с Набисом.
Отдельной темой в историографии стало участие Тита Квинкция во внутриполитической борьбе. Разные учёные относят Фламинина к «партиям» Корнелиев или Фабиев и Марцеллов. По мнению Х. Скалларда, у освободителя Греции было много общего со Сципионом Африканским, несмотря на возникавшие между двумя полководцами противоречия. Имеются в виду система ценностей, стиль поведения, отношение к своему окружению и к прочим согражданам. Тит Квинкций ставил себя над гражданской общиной, демонстрируя «царские» замашки. В результате стал неизбежным конфликт Тита Квинкция с Катоном, видевшим опасность такой ситуации для республики.